# Palmižana
Palmižana, točnije uvala Vinogradišće, ljetovalište na otoku Svetom Klementu. Premda nije na otoku Hvaru, ubraja se u hvarska izletišta, i najstarije je i najpoznatije hvarsko izletište.
Povijest naselja je u svezi s doseljavanjem tri brata Meneghella iz Mletaka na istočnu jadransku obalu: jedan je izabrao Split, drugi Boku kotorsku, a treći, Matteo otok Hvar. Iz ljubavi prema jednoj ženi kupio je veliko imanje na golom krševitom otoku Svetom Klementu. 1820. godine podignuta je kuća, koju je poslije njegov potomak profesor Eugen Meneghello preuredio u kuću za smještajni objekt za goste, koji je nazvao palačom Palmižanom. Turizam je započeo s poduzetničkim pothvatom Eugena Meneghella 1906. godine kad je ovdje sagradio ljetnikovac, na svom na 300 godina starom imanju. Meneghello je uvezao egzotično bilje iz svih krajeva svijeta čim je napravio botanički park, omiljen posjetiteljima Palmižane. Profesor je zaključio da treba urediti gostinjac ne da se gosti osjećaju kao kod kuće, nego da može nadomjestiti sve što nemaju kod kuće. Organizirani su balovi, jedrenja, lov i ribolov, točio se nadaleko poznati Meneghellov domaći pjenušac. Uredio je i arboretum. Galerija Meneghello danas je mjestom održavanja izložaba.
Na Palmižani je likovnu zbirku stvorila na otok doseljena Zagrepčanka, nekoć novinarka, Dagmar Meneghello. U zbirci su djela Vaska Lipovca, Đure Sedera, Borisa Bućana, Bojana Šumonje,Alane Kajfež i inih umjetnika.
Uvala u kojoj je Palmižana je pjeskovita.  Godine 1999. uvrštena je u 10 najljepših turističkih odredišta na Jadranu. Palmižana je poznata nautička marina. ACI marina Palmižana otvorena ke od početka travnja do kraja listopada i među najljepšim je marinama na Jadranu. Palmižanska kuhinja počiva na ribi, rakovima i školjkama te na povrću iz domaćeg uzgoja. U izboru prestižnih inozemnih časopisa proglašena je najboljom kuhinjom na Mediteranu.